# Окнишоара (Алба)
Окнишоара (рум. Ocnișoara) насеље је у Румунији у округу Алба у општини Лопадеа Ноуа. Oпштина се налази на надморској висини од 290 m.

## Становништво
Према подацима из 2002. године у насељу је живело 37 становника, од којих су сви румунске националности.